# Dinglingerbrunnen

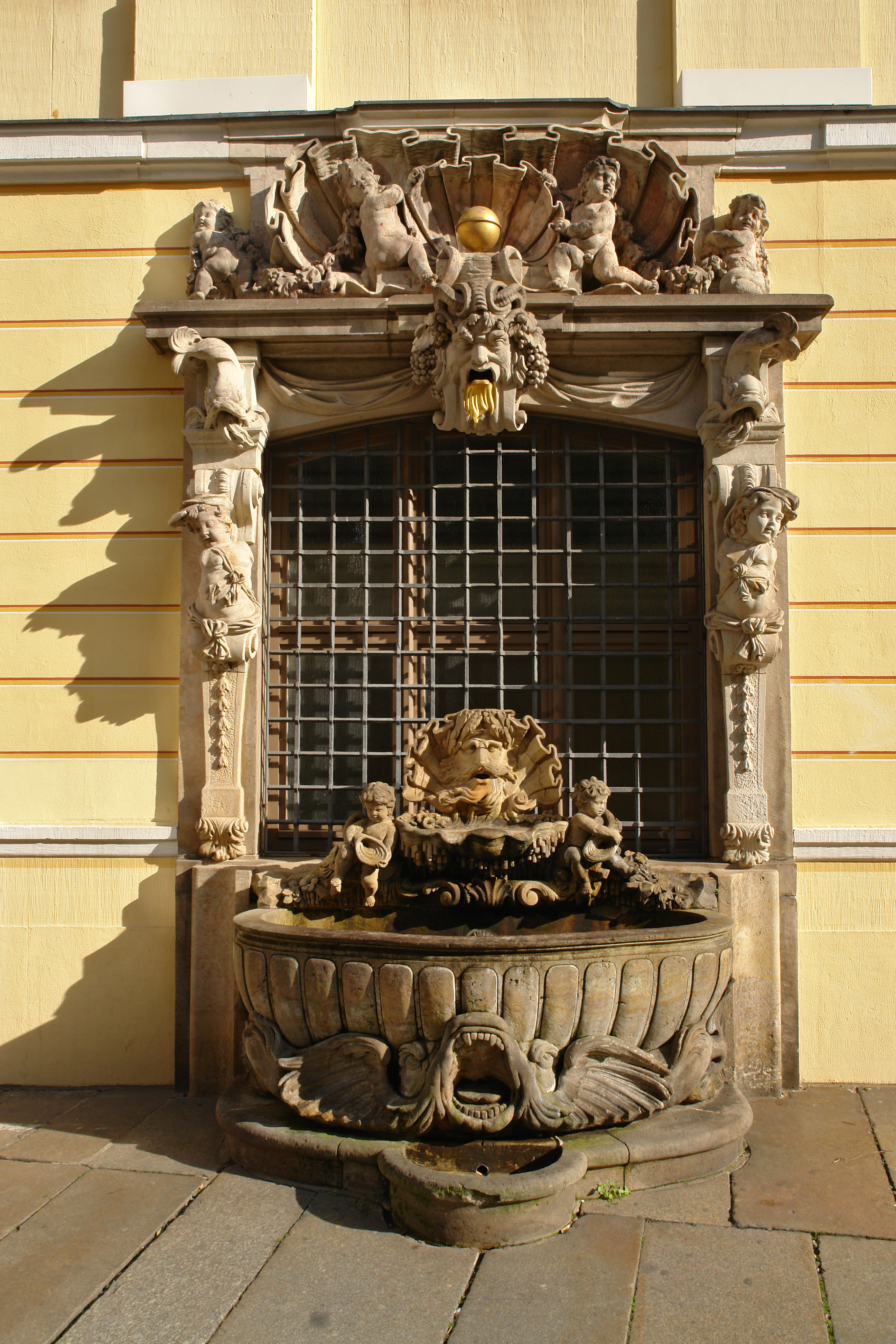
Dinglingerbrunnen 2008

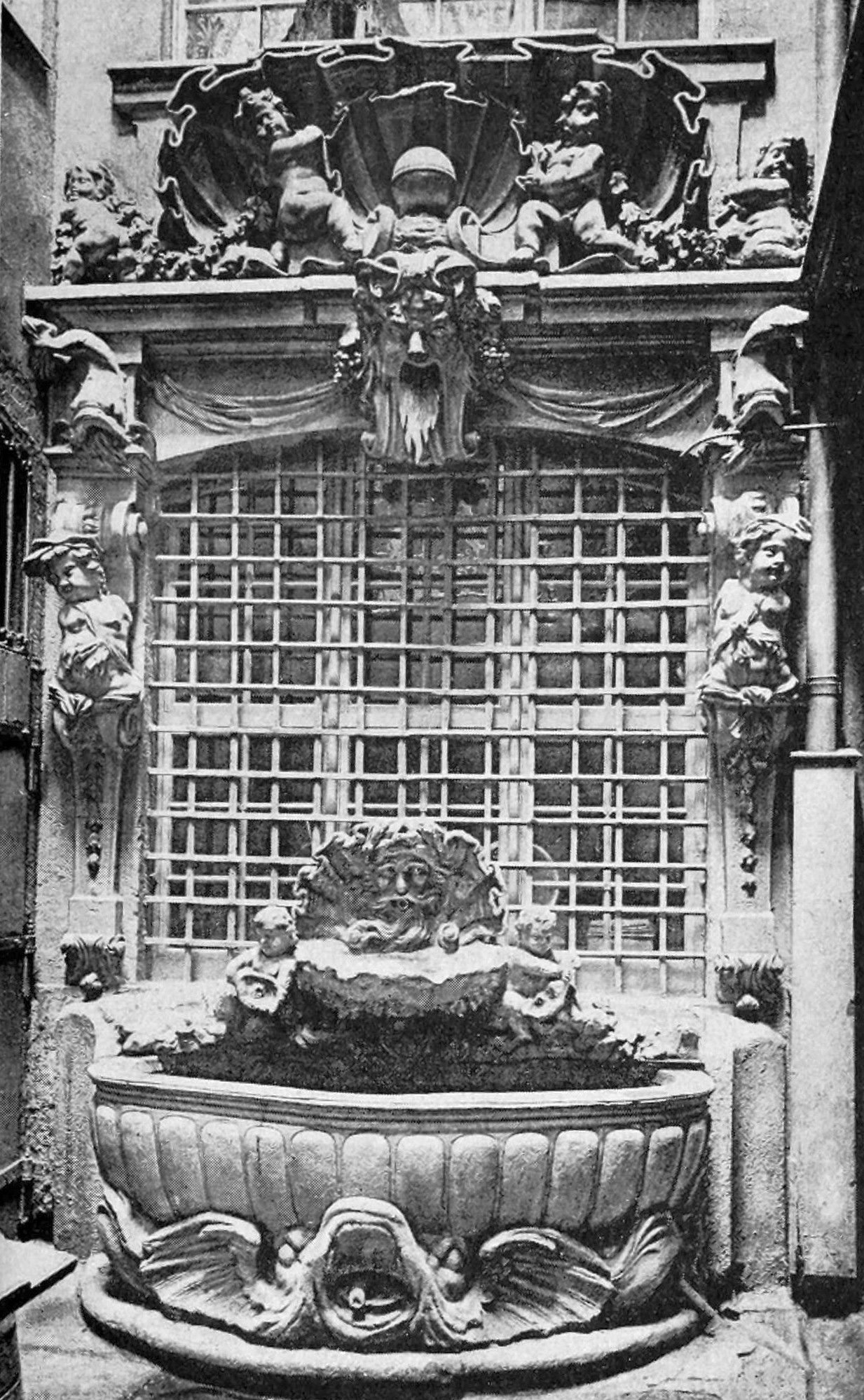
Dinglingerbrunnen Anfang des 20. Jahrhunderts

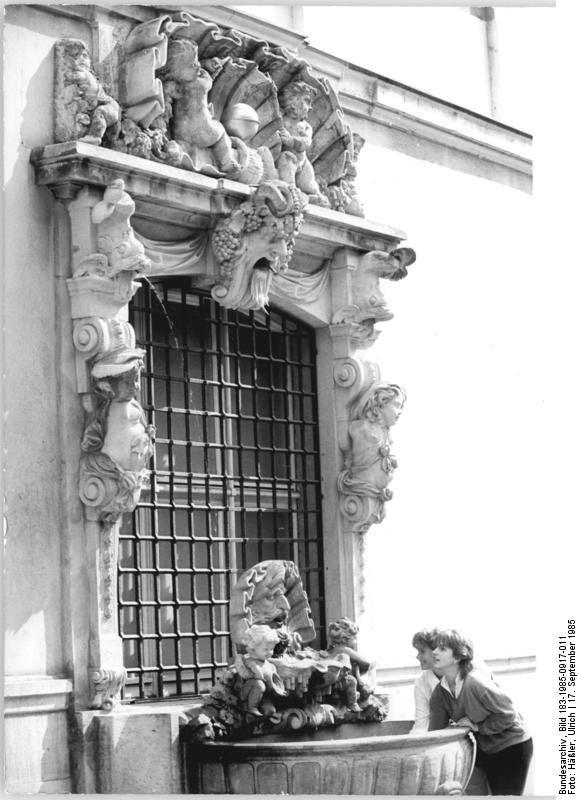
Dinglingerbrunnen 1985

Der Dinglingerbrunnen ist ein denkmalgeschützter, barocker Brunnen in Dresden. Er gilt als ältester erhaltener Hofbrunnen der sächsischen Landeshauptstadt. Benannt ist er nach dem Hofjuwelier und Goldschmied Augusts des Starken, Johann Melchior Dinglinger, der ihn für sich anfertigen ließ.

## Standort
Der Dinglingerbrunnen befindet sich am nördlichen Ende der Westfassade des Neuen Gewandhauses beziehungsweise jetzigen Gewandhaushotels in der Inneren Altstadt Dresdens. Er steht an einem Fußweg und ist direkt an der Außenmauer des Gebäudes angebracht, wo er ein vergittertes Fenster einfasst.

## Beschreibung
Das gesamte Werk besteht aus Elbsandstein. Das Brunnenbecken ruht auf einem doppelschwänzigen, fischartigen Wesen. Etwas über diesem Becken bildet eine offene Muschel, die von zwei Putten mit Füllhörnern flankiert wird, ein kleineres Becken. In die aufrechte Muschelschale eingebettet, befindet sich ein Kopf – Jochen Hänsch erklärt ihn zum Kopf des Triton, Stefan Hertzig schreibt nur von einer „Männermaske“. Um das Brunnenbecken erhebt sich, auch am ursprünglichen Standort um ein Fenster, ein portalartiger Rahmen, an dessen Seiten sich je ein Pilaster befindet, aus dessen Konsole eine Putte wächst. Darüber befinden sich Voluten mit Delphinen. Der Schlussstein zeigt den Kopf des Bacchus. Darüber liegt eine von vier Putten umrahmte, doppelt geöffnete Muschel mit vergoldeter Perle.

## Geschichte
Der nach 1718 von Dinglinger in Auftrag gegebene Brunnen befand sich ursprünglich im Hof des 1726 erbauten Dinglingerhauses an der Frauengasse 9 nahe dem Neumarkt (Quartier VI), in dem der Hofjuwelier wohnte. Der Entwurf stammt vermutlich von Dinglinger selbst. Der Brunnen nahm die gesamte Breite des kleinen Hofes ein.
Als 1945 die Luftangriffe auf Dresden das Neumarktgebiet zerstörten, blieben auch vom Dinglingerbrunnen nur Bruchstücke erhalten. Die Überbleibsel des Brunnens waren unter einem Schuttberg begraben. Reste des Hofbrunnens konnten jedoch ab 1946, nach einem Konflikt zwischen dem Dresdner Denkmalamt und der Eigentümerin des Grundstücks, geborgen werden. Die letzten Überreste wurden erst 1949 gesichert. Der Bildhauer Werner Hempel restaurierte sie, versah sie mit einigen Ergänzungen und brachte sie 1966 beim Wiederaufbau des Gewandhauses an dessen Fassade an. Die Neuherstellung der Goldenen Zunge und der Bekrönenden Kugel für den Dinglingerbrunnen wurden von dem Bildhauer und Goldschmied Walter Flemming ausgeführt.
Da beim Elbhochwasser 2002 die Wasserleitungen des Brunnens zerstört wurden, blieb er bis Mai 2008 trocken.